# Atmosfair
Atmosfair (Eigenschreibweise: atmosfair) ist eine Non-Profit-Organisation mit dem Ziel der Kompensation und Reduzierung klimaschädlicher Treibhausgase. Kerngeschäft seit der Gründung 2005 ist das Angebot, über die Website der Organisation klimaschädliche Emissionen bei Flugreisen, Fernbusfahrten, Hotelübernachtungen oder Veranstaltungen auszugleichen (Klimakompensation). Seit 2021 stellt die Organisation auch synthetische Flugkraftstoffe her. Gesellschafterin ist die Stiftung Zukunftsfähigkeit, die aus einem Forschungsprojekt des Bundesumweltministeriums und von Germanwatch hervorgegangen ist. Zu den Schirmherren von atmosfair gehören Klaus Töpfer, Mojib Latif und Hartmut Graßl.
Die Organisation ist Unterzeichnerin der Initiative Transparente Zivilgesellschaft. Atmosfair wird von der Geschäftsstelle in Berlin-Kreuzberg gesteuert und hat ihren Sitz in Bonn.

## Kompensation

### Funktionsweise
Mit dem von atmosfair entwickelten Emissionsrechner können Kunden die Menge Kohlenstoffdioxid berechnen, die durch eine Reise verursacht wird, und kompensieren diese Emissionen mit einem freiwilligen Klimaschutzbeitrag. Für Flugreisen wird das emittierte CO2 anhand der Distanz zwischen Abflug- und Zielflughafen, der prognostizierten Auslastung sowie mit Hilfe des Flugzeugtyps bestimmt. Für Schiffsreisen werden zur Ermittlung des CO2-Ausstoßes unter anderem die Schiffsklasse, Kabinenkategorie sowie die Reisetage und Tage auf See herangezogen. Dabei werden neben Kohlenstoffdioxid auch andere klimarelevante Emissionen wie Stickoxide und Rußpartikel berücksichtigt. Bei Flügen haben diese insbesondere in großen Flughöhen eine spürbare Auswirkung auf den Treibhauseffekt (beispielsweise durch Ozonaufbau oder Kondensstreifen). Dies führt laut einer Studie des Umweltbundesamtes zu einem Faktor von 3–5, um den ein Liter Flugtreibstoff klimaerwärmender wirkt als sein alleiniger CO2-Ausstoß.
Nach Durchführung der Berechnungen kann der Kunde den empfohlenen Betrag spenden, der nötig ist, um Emissionen mit Hilfe von Klimaschutzprojekten an anderer Stelle wieder einzusparen.
Das Unternehmen finanziert ausschließlich Klimaschutzprojekte im Rahmen des Clean Development Mechanism (CDM, Kyoto-Protokoll), die den Gold-Standard einhalten. Damit erzeugen die Klimaschutzprojekte Gold-Standard-CERs (Certified Emission Reductions), die auch „Emissionsgutschriften“ genannt werden und die nach Artikel 12 des Kyoto-Protokolls von atmosfair stillgelegt werden. Nach Angaben von atmosfair werden keine Verified Emission Reductions (VERs) akzeptiert, da deren Wirksamkeit nicht streng genug überprüft wird.
Neben Flugreisen können auch andere CO2-Emissionen kompensiert werden. So bietet atmosfair die Kompensation von Tagungen und Kongressen an.

### Finanzierung
| Jahr | Einnahmen    | Einnahmen   |
| Jahr | Spenden      | Sonstige    |
| ---- | ------------ | ----------- |
| 2005 | 166.160 €    | 144 €       |
| 2006 | 190.113 €    | 4.263 €     |
| 2007 | 1.328.208 €  | 46.310 €    |
| 2008 | 2.036.912 €  | 114.198 €   |
| 2009 | 2.255.464 €  | 381.899 €   |
| 2010 | 2.153.162 €  | 978.485 €   |
| 2011 | 1.913.851 €  | 2.163.050 € |
| 2012 | 1.962.374 €  | 1.298.283 € |
| 2013 | 2.297.204 €  | 1.641.127 € |
| 2014 | 3.657.294 €  | 935.657 €   |
| 2015 | 2.873.114 €  | 478.520 €   |
| 2016 | 3.509.649 €  | 675.717 €   |
| 2017 | 6.553.822 €  | 562.337 €   |
| 2018 | 8.342.362 €  | 1.597.747 € |
| 2019 | 19.832.745 € | 1.982.201 € |
| 2020 | 12.566.304 € | 2.415.073 € |
| 2021 | 16.257.277 € | 4.613.388 € |
| 2022 | 20.497.538 € | 8.763.621 € |
| 2023 | 23.799.149 € | 9.737.234 € |

Das Unternehmen finanziert sich hauptsächlich aus Kompensationsbeiträgen und Spenden. Weitere Einnahmequellen sind Zinseinnahmen aus Rücklagen sowie Erträge aus dem Verkauf von CO2-Bilanzierungssoftware. Hinzu kommen Klimaschutzprojekte und Beratungsprojekte, die im Kundenauftrag durchgeführt wurden.
Laut Jahresberichten für die Jahre 2009 bis 2017 wurden jeweils über 90 Prozent der in diesen Jahren eingenommenen Spenden direkt an die Betreiber der Klimaschutzprojekte in Entwicklungsländern gezahlt. Da die Projekte langfristig angelegt sind, erfolgt die Auszahlung in der Regel nicht sofort, sondern innerhalb von zwei Jahren.
Auch in den Jahren davor lag laut den veröffentlichten Jahresberichten die Summe der Verwaltungskosten bei 10 Prozent oder darunter. Somit hat atmosfair seinen eigenen Anspruch erfüllt, wonach höchstens 20 Prozent der Spendeneinnahmen in Personalaufwendungen zur Betreuung von Klimaschutzprojekten und Spendern sowie in allgemeine Verwaltungsausgaben (wie Miete, IT usw.) fließen sollen.

### Unterstützte Projekte

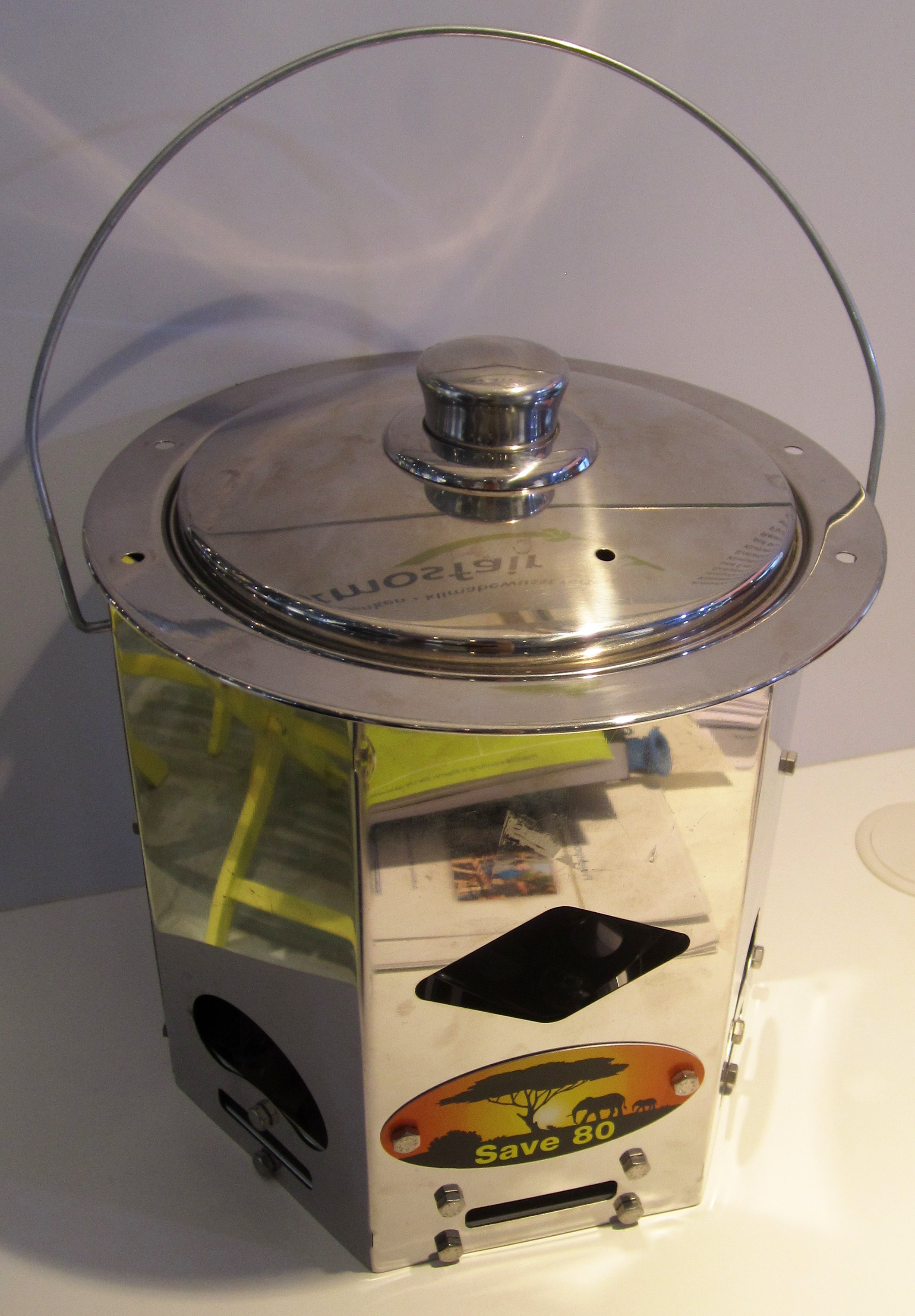
Effizienter Kochherd zur Verbrennung von Biomasse „Save-80“, dessen Verbreitung von atmosfair unterstützt wird

Bis zum Jahr 2017 finanzierte atmosfair Projekte in folgenden vier Kategorien:
- Effiziente Kochherde: Verbreitung effizienter Kochherde in Zusammenarbeit mit der Global Alliance for Clean Cookstoves. Die erbrachte oder vertraglich gebundene Ersparnis betrug 763.780 Tonnen CO2 im Zeitraum 2009–2017. Laut eigener Angabe von atmosfair spare ein solcher Ofen im Schnitt drei Tonnen CO2 pro Jahr, unterstützt wurden Projekte in Nigeria, Ruanda, Kamerun, Lesotho und Indien.
- Biogas & Biomasse: Bau von kleinen Biogasanlagen, Stromproduktion aus Ernteresten, Kompostierung von organischen Abfällen mit einer erbrachten oder vertraglich gebundenen Ersparnis von 1.459.800 Tonnen CO2 im Zeitraum 2007–2017. Laut atmosfair spare eine Biogas/Biomasse-Anlage im Schnitt pro Jahr vier Tonnen CO2, unterstützt wurden Projekte in Indien, Kenia, Thailand und Nepal.
- Wind, Wasser & Sonne: Projekte zur Nutzung regenerativer Energien mit einer erbrachten oder vertraglich gebundenen Ersparnis von 549.900 Tonnen CO2 im Zeitraum 2007–2017. Das Wasserkraftwerkprojekt in Honduras spart ca. 73 Tonnen CO2 pro Tag, die Solar- oder Windkraftanlagen sparen pro Jahr rund 1,1 Tonnen CO2.
- Umweltbildung: Schulprojekte an deutschen Schulen.

### Auszeichnungen
In einem Bericht vom Greenpeace Magazin, einem Spender von atmosfair, heißt es, dass atmosfair als seriös und einzig empfehlenswerter Anbieter zu bewerten sei.
Eine Studie der Hochschule für nachhaltige Entwicklung in Eberswalde hat deutschlandweit Kompensationsanbieter untersucht, wobei atmosfair als einziger Anbieter das Prädikat „sehr gut“ erhielt. Atmosfair wurde in den Kategorien realitätsnahe Berechnung, Qualität der Kompensation und Verbraucherkommunikation mit „sehr gut“ ausgezeichnet.
Die Klimaabteilung der amerikanischen Universität Tufts hat in einer Studie 13 Organisationen untersucht, die Kompensationen für CO2-Emissionen anbieten. Kriterien waren Transparenz, Genauigkeit der Emissionsberechnungen, Preis der Kompensationen und Verwaltungskosten. Atmosfair war dabei einer von vier Anbietern, die die Note „sehr gut“ erreichten.
Des Weiteren belegte atmosfair in folgenden Rankings den ersten Platz:
- 2022: Testsieger bei Stiftung Warentest – Finanztest – CO2-Kompensation: Mit diesen Anbietern helfen Sie dem Klimaschutz[32]
- 2018: Testsieger bei Stiftung Warentest – Finanztest – CO2-Kompensation: Diese Anbieter tun am meisten für den Klimaschutz[33]
- Atmosfair erhielt in einer vergleichenden Studie der Universität Graz als einziger der getesteten Anbieter das Urteil „sehr empfehlenswert“. In den Hauptkategorien „Qualität des Ausgleichs“ und „Transparenz“ wurde atmosfair Klassenbester.[34]
- Eine Studie der Universität Brüssel sieht atmosfair als den empfehlenswertesten Anbieter.[35]
- Testsieger des britischen Umweltmagazins „BBC Wildlife“ mit 8 von 10 Punkten.
- Testsieger der schwedischen Tageszeitung „Aftonbladet“.
- Mit zwei anderen Anbietern „uneingeschränkt empfehlenswert“ des Verbraucherzentrale Bundesverband 2010.[36]

In anderen Rankings war das Unternehmen in der Spitzengruppe.

## Flugkraftstoff „atmosfair fairfuel“
Im Oktober 2021 veröffentlichte die Organisation Qualitätskriterien für die Produktion von synthetischem Flugkraftstoffen im Power-to-Liquid-Verfahren. Atmosfair bezeichnet das nach diesem Standard hergestellte E-Kerosin als „fairfuel“. Zeitgleich wurde eine Produktionsanlage in Werlte (Niedersachsen) eröffnet. Das dort aus Strom aus erneuerbaren Quellen, Kohlendioxid aus einer benachbarten Biogasanlage und Wasser produzierte Rohkerosin wird in der Raffinerie Heide (Schleswig-Holstein) weiterverarbeitet und als Jet A-1-Kerosin an die Flugindustrie ausgeliefert.

## Umweltintegrität
Der Beirat, besetzt u. a. mit Vertretern des Bundesministeriums für Umwelt, Naturschutz und Reaktorsicherheit (BMU), überwacht atmosfair bei der Einhaltung von Standards, die im Jahresbericht wiedergegeben sind. Dazu gehören u. a. keine Annahme von Spendengeldern von Spendern, die sich bei der CO2-Berechnung nicht an die atmosfair-Standards halten: den CDM-Gold-Standard für alle Kompensationsprojekte, die CO2-Berechnung der Klimawirkung von Flugreisen nach dem Stand der Wissenschaft und keine Verwendung des Begriffes „klimaneutral“ oder ähnlicher verharmlosender Begriffe.
So führte die Einbeziehung weiterer Schadstoffe in die Emissionsberechnung zusätzlich zum CO2 2008 dazu, dass atmosfair nicht mit der Lufthansa kooperieren konnte. Die Haltung von atmosfair wurde im Kreise von Wissenschaftlern und Klimaschützern sowie in den Medien begrüßt.

## Kritik an atmosfair
Im Mai 2019 erhob ein Beitrag von Report Mainz Kritik an atmosfair und der CO2-Kompensation allgemein. Er legte nahe, dass Projekte wenig zur Emissionsminderung beitrügen. Im Beitrag äußerten sich die Biologin Jutta Kill, die nach eigenen Angaben die Verwendung nicht-emissionsneutraler Brennstoffe in einem Kompensationsprojekt beobachtet hatte, sowie der Soziologe Andreas Knie, der von „Ablasshandel“ sprach. Obwohl der Bericht nahelegte, dass Kompensation kaum eine Wirkung zeige, wurde das nicht mit konkreten Zahlen untermauert. Dementsprechend widersprachen die atmosfair-Schirmherren und brachten Überprüfungen ihrer Projekte und einen anderen Beitrag vor: Die Kompensation sei immer nur eine ergänzende Maßnahme, wenn sich CO2 nicht vermeiden oder reduzieren lasse. Eine Übersichtsarbeit in nature communications stellte 2024 fest, dass Kompensationsprojekte im Schnitt nur 16 % der versprochenen Emissionsreduktion erreichen, der Einsatz von effizienten Kochherden 11 %; die Angaben beziehen sich auf Klimakompensation allgemein, nicht konkret auf Projekte von atmosfair.